# AS Amazones Dramas
Der Athletikos Syllogos Amazones Dramas (griechisch Αθλητικός Σύλλογος Αμαζόνες Δράμας) ist ein griechischer Frauenfußballverein aus Drama.

## Geschichte
Der Verein wurde im September 2005 gegründet und ist 2010 in die Alpha Ethniki Gynekon aufgestiegen, die höchste Spielklasse des griechischen Frauenfußballs. Die „Amazonen“ konnten die Meisterschaft der Saison 2013/14 gewinnen und damit die Dominanz des Serienmeisters PAOK Thessaloniki brechen. In der UEFA Women’s Champions League 2014/15 sind sie nach der Qualifikationsrunde ausgeschieden. 2014 und 2016 haben sie auch das Pokalfinale erreicht, waren dort aber jeweils gegen PAOK unterlegen. Zuletzt nahm Dramas in der Saison 2017/18 am Spielbetrieb der ersten Liga teil und erreichte dort den 4. Platz. Über den weiteren Verbleib des Vereins ist seitdem nichts mehr bekannt.

## Erfolge
- Griechischer Meister: 2014

## UEFA Women’s Champions League
| Wettbewerb                            | Runde    | Gegner               | Spiel |
| ------------------------------------- | -------- | -------------------- | ----- |
| UEFA Women’s Champions League 2014/15 | Gruppe 5 | ŽFK Spartak Subotica | 0:3   |
| UEFA Women’s Champions League 2014/15 | Gruppe 5 | ŽNK Osijek           | 1:3   |
| UEFA Women’s Champions League 2014/15 | Gruppe 5 | CS Goliador Chișinău | 11:0  |